# Nicușor Cionoiu
Nicusor Cionoiu (n. 5 noiembrie 1966, Independența, România) este un senator român, ales în 2020 din partea PSD. 